# امكاكط (بوشفاعة)
امكاكط هي إحدى مشيخات المملكة المغربية، تتبع جغرافيا لإقليم تازة وإداريًا لبوشفاعة. يقدر عدد سكانها بـ 6764 نسمة حسب الإحصاء الرسمي للسكان والسكنى لسنة 2004.